# Ou Jingbai
Dans ce nom chinois, le nom de famille, Ou, précède le nom personnel.
Ou Jingbai (Chine, 2 juin 1971) est une joueuse de softball chinoise. En 1996, elle remporta une médaille d'argent en softball aux Jeux olympiques d'Atlanta avec l'équipe chinoise de softball.